# Pulau Padar Besar
Pulau Padar Besar är en ö i Indonesien.   Den ligger i provinsen Nusa Tenggara Timur, i den centrala delen av landet, 1 400 km öster om huvudstaden Jakarta.